# Jaime de Bourbon-Siciles
Titre
Héritier du trône des Deux-Siciles
(branche aînée espagnole)
Depuis le 5 octobre 2015
(9 ans, 9 mois et 18 jours)
Jaime de Borbón-Dos Sicilias y Landaluce (en français : Jacques de Bourbon-Siciles), né le 26 juin 1992 à Madrid (Espagne), est le fils aîné du prince Pedro de Bourbon-Siciles, duc de Calabre, prétendant au trône des Deux-Siciles, et de son épouse, Sofía Landaluce y Melgarejo. Il porte les titres de courtoisie de duc de Noto et de prince des Deux-Siciles, avec le prédicat d'Altesse Royale. La Calabre et Noto sont situées en Italie.

## Biographie

### Naissance et famille
Jaime est né le 26 juin 1992 à Madrid, (Espagne). Au moment de sa naissance, ses parents n'étaient pas mariés, et Jaime était par conséquent un enfant naturel, reconnu par son père. Il est légitimé à l'âge de 9 ans, par le mariage de ses parents célébré le 30 mars 2001 en la chapelle de la Vierge du Club royal de la Puerta de Hierro à Madrid. Il est l'aîné de 3 frères et 3 sœurs : Juan (né en 2003), Pablo (né en 2004), Pedro (né en 2007), Sofía (née en 2008), Blanca (née en 2011) et Maria (née en 2015).
Par ses grands-parents paternels, Carlos de Bourbon-Siciles, duc de Calabre, et Anne d'Orléans, Jaime est apparenté à la plupart des maisons royales européennes. Il est en outre, un descendant en ligne agnatique du roi de France Louis XIV.

### Carrière
Le prince Jaime est titulaire d'une maîtrise de droit à Madrid, et d'une licence de gestion de l'Instituto de Empresa[réf. nécessaire]. En 2018, il vit à Paris où il travaille dans le domaine financier.

### Mariage et descendance
Le 25 septembre 2021, à la cathédrale Santa Maria Nuova (« Sainte-Marie la neuve ») en Sicile, Jaime épouse Lady Charlotte Diana Lindesay-Bethune, la fille de l'homme d'affaires et homme politique écossais, James Randolph Lindesay-Bethune, 16e comte de Lindsay, et de Diana Mary Chamberlayne-Macdonald. Charlotte Lindesay-Bethune travaille depuis cinq ans au siège londonien de la multinationale financière américaine Citibank et est diplômée de l'Université d'Oxford. Elle appartient aux clans unis Lindsay et Bethune (branche cadette écossaise de la Maison française de Béthune) dont les blasons unifiés sont portés par sa famille, les Lindesay-Bethune (dont l'orthographe Lindesay est assumée depuis 1919, contrairement au titre inchangé), depuis le 10e comte de Lindsay en 1878. Elle est la plus jeune de cinq frères et son père est, en outre, membre conservateur de la Chambre des lords.
Le couple a une fille, la princesse Francesca Sofía de Bourbon des Deux-Siciles, née le 13 octobre 2023 à Londres.

## Position dynastique

### Dans la maison de Bourbon-Siciles
Du fait de sa naissance hors-mariage, Jaime ne possédait aucun titre dynastique jusqu'à sa légitimation par le mariage subséquent de ses parents. Le 30 mars 2001, son grand-père paternel l'infant Carlos de Bourbon-Siciles, duc de Calabre, alors prétendant au trône des Deux-Siciles, lui concède le titre de courtoisie de prince des Deux-Siciles avec le prédicat d'Altesse Royale. Jaime prend alors la deuxième place dans l'ordre de succession à l'ancien trône des Deux-Siciles après son père. Pour la première fois depuis le décès du prince Ruggero de Bourbon-Siciles, duc de Noto, le 1er décembre 1914 à Munich, un prétendant de la branche aînée de la maison de Bourbon-Siciles a un petit-fils pouvant lui succéder.
En 2010, Jaime est reçu comme chevalier grand-croix de justice de l'ordre sacré et militaire constantinien de Saint-Georges dont son grand-père Carlos, duc de Calabre, revendique la grande maîtrise.
Le 6 mai 2013, son grand-père lui concède le titre de courtoisie de duc de Capoue. 
Le 25 janvier 2014, Jaime assiste à la signature de l'acte de réconciliation, entre son père, le prince Pedro de Bourbon-Siciles, duc de Noto (représentant son propre père l'infant Carlos malade), et le prince Charles de Bourbon-Siciles, duc de Castro. En effet, depuis la mort en 1960 du prince Ferdinand-Pie de Bourbon-Siciles, duc de Calabre, deux branches revendiquent la qualité de chef de la maison royale des Deux-Siciles. La pragmatique sanction du roi Charles III d'Espagne signée en 1759 vise à interdire l'union de la couronne d'Espagne et du royaume des Deux-Siciles. En 1900 est projeté le mariage entre le prince Charles de Bourbon-Siciles (1870-1949) (arrière-arrière-grand-père du prince Jaime, alors deuxième dans l'ordre de succession au trône défunt des Deux-Siciles), et la princesse María de las Mercedes de Bourbon (1880-1904), princesse des Asturies (alors héritière immédiate au trône d'Espagne). Afin de prévenir une union des deux dynasties (le frère aîné du prince Charles étant sans fils), le prince Charles décide de renoncer à ses droits dynastiques au trône des Deux-Siciles le 14 décembre 1900 à Cannes,.
Au décès de Carlos de Bourbon-Siciles le 5 octobre 2015, son seul fils, le prince Pedro de Bourbon-Siciles, duc de Noto, lui succéda en qualité de chef de la maison royale des Deux-Siciles et prétendant au trône, Jaime occupant désormais la première place dans l'ordre de succession au trône des Deux-Siciles. Le 5 novembre 2015, le prince Pedro releva les titres de courtoisie de son père que ce dernier portait en qualité de prétendant au trône, à savoir duc de Calabre et comte de Caserte. Le nouveau duc de Calabre abandonna donc son titre de courtoisie de duc de Noto qu'il concède le même jour à Jaime.
Le 14 mai 2016, le prince Charles de Bourbon-Siciles, duc de Castro et prétendant au trône des Deux-Siciles pour la branche cadette, décida de nommer sa fille aînée, la princesse Maria Carolina de Bourbon-Siciles comme son héritière. Cette décision entraîne une protestation de la part du père de Jaime, déclarant qu'il est le seul chef de la maison de Bourbon-Siciles, le duc de Castro n'ayant pour lui, aucun pouvoir de modifier les règles successorales.

### Dans la famille royale d'Espagne
En vertu de l'article 57 (1) de la constitution espagnole de 1978, et si les renonciations passées dans la famille royale d'Espagne entre la proclamation de la Seconde République en 1931 et la restauration de la monarchie en Espagne en 1975 sont valables, alors le prince Jaime est depuis l'avènement du roi Felipe VI, le 19 juin 2014, à la douzième place dans l'ordre de succession au trône d'Espagne.

### Dans la maison de France
Pour les royalistes français légitimistes, ne tenant pas compte des renonciations du roi Philippe V d'Espagne passées le 5 novembre 1712, le prince Jaime est dynaste au trône de France. Ces royalistes considèrent qu'aucune renonciation ne peut changer la succession dynastique, et que les Lois fondamentales du royaume de France priment sur tout autre considération. Le fait que les parents de Jaime n'étaient pas mariés religieusement au moment de sa naissance, mais après, rend tout de même valable sa légitimation pour l'ordre de succession légitimiste au trône de France à la vingt-et-unième place (en octobre 2022).
Le 6 janvier 2018, il assiste aux funérailles du prince François d'Orléans, comte de Clermont, célébrées en la chapelle royale de Dreux.

## Titulature, décorations et armoiries

### Titulature de courtoisie
- 26 juin 1992 - 30 mars 2001 : Don Jaime de Borbón-Dos Sicilias y Landaluce[3]
- 30 mars 2001 - 6 mai 2013 : Son Altesse Royale Jaime de Borbón-Dos Sicilias y Landaluce, prince des Deux-Siciles
- 6 mai 2013 - 5 novembre 2015 : Son Altesse Royale Jaime de Borbón-Dos Sicilias y Landaluce, duc de Capoue, prince des Deux-Siciles
- depuis le 5 novembre 2015 : Son Altesse Royale Jaime de Borbón-Dos Sicilias y Landaluce, duc de Noto, prince des Deux-Siciles

### Décorations
Royaume des Deux-Siciles
| Ordre de Saint-Janvier                                  | Chevalier de l'illustre ordre royal de Saint-Janvier (8 mai 2019)                                                                       |
| Ordre sacré et militaire constantinien de Saint-Georges | Grand-préfet (6 novembre 2015) et chevalier grand-croix de justice (2010), de l'ordre sacré et militaire constantinien de Saint-Georges |
| Ordre de Saint-Georges de la Réunion                    | Grand-connétable de l'ordre de Saint-Georges de la Réunion                                                                              |

 Espagne
| Ordre d'Alcantara | Chevalier de l'ordre d'Alcántara |

 Ordre souverain de Malte
| Ordre souverain militaire et hospitalier de Saint-Jean de Jérusalem, de Rhodes et de Malte | Grand-croix d'honneur et de dévotion de l'ordre souverain de Malte (30 juin 2016) |

### Armoiries
À la suite de sa réception comme chevalier de l'illustre ordre royal de Saint-Janvier, le duc de Noto porte comme armes :
| Blason | Blasonnement : Parti de deux, en I coupé d'or aux six fleurs de lys d'azur et d'argent, à cinq écussons d'azur, posés en croix, les deux de flanc mis de côté, chaque écusson chargé de cinq besants du champ, posés en sautoir, à la bordure de gueules, chargée de neuf châteaux d'or, donjonnés de trois tours, ouverts et ajourés d'azur, en II coupé écartelé en 1 et 4, de gueules au château d'or ouvert et ajouré d'azur et en 2 et 3 d'argent au lion de gueules armé, lampassé et couronné d'or et d'azur semé de fleurs de lys d'or au lambel de gueules et en III d'or à six tourteaux mis en orle, cinq de gueules, celui en chef d'azur chargé de trois fleurs de lis d'or ; sur le tout d'azur, à trois fleurs de lys d'or, à la bordure de gueules ; le tout brisé d'un lambel d'azur. Collier de l'ordre de Saint-Janvier. |